# Staniewice
Staniewice [pronunciación en polaco: /staɲɛˈvit͡sɛ/] (en alemán: Stemnitz)es un pueblo en el distrito administrativo de Gmina Postomino, dentro del condado de Sławno, Voivodato de Pomerania Occidental, en el noroeste de Polonia. Se encuentra aproximadamente 7 kilómetros al sur de Postomino, 9 kilómetros al noreste de Sławno, y 181 kilómetros al noreste de la capital regional Szczecin.
Para conocer la historia de la región, véase también Historia de Pomerania.